# Phantom (zespół muzyczny)
Phantom (w latach 1982–1983 pod nazwą Enola Gay) – łódzki zespół punkrockowy założony w 1979 roku. Liderem grupy był Bogusław Michalonek.

## Historia zespołu

### 1979–1981
Zespół został założony w wakacje 1979 roku, w jego składzie znajdowali się wtedy: Bogusław Michalonek – śpiew; Ziemowit Kosmowski – gitara; Jacek Zimnicki – gitara basowa; Dariusz Wdowiak – perkusja. Początkowo grupa wykonywała covery brytyjskich zespołów punkrockowych oraz nieliczne własne utwory, komponowane w większości przez Bogusława Michalonka, z tekstami Ziemowita Kosmowskiego oraz Macieja Rudnickiego (po zmianie repertuaru kompozytorem i autorem wszystkich tekstów był Michalonek). Pierwszy koncert grupy odbył się w Domu Kultury „Na Żubardzkiej”. W 1980 roku zespół po raz pierwszy wystąpił na łódzkim Rockowisku. W tym samym roku, dzięki znajomościom i bez wiedzy władz uczelni, grupa nagrała w studiu Państwowej Wyższej Szkoły Muzycznej cztery piosenki ze swojego repertuaru. W 1981 roku zespół odbył trasę koncertową po Śląsku z kilkoma innymi zespołami, m.in. Kryzys czy Turbo.

### 1982–1983
W 1982 roku zespół zmienił skład i przeniósł się do Kielc, zaczął występować pod nazwą Enola Gay. Przez kontrowersyjną nazwę oraz antysystemowe teksty grupa zwróciła na siebie uwagę cenzury. Pomimo to zespół ruszył w trasę koncertową jako support Lady Pank. Wiosną 1983 roku muzycy nagrali kilka piosenek ze swojego repertuaru w studiu krakowskiego Teatru STU. W czerwcu 1983 roku uczniowie SP nr 10 w Kielcach wykupili na zakończenie roku szkolnego ich koncert, zespół zagrał na sali gimnastycznej. Następnie na grupę został nałożony zakaz dawania koncertów wskutek czego była ona zmuszona wrócić do poprzedniej nazwy i przenieść się z powrotem do Łodzi. Pod starą nazwą zdobyła wyróżnienie na krakowskim festiwalu Open Rock.

### 1984–1986 i później
Latem 1984 roku grupa zdobyła główną nagrodę na festiwalu FAMA wykonując na żywo muzykę do spektaklu Lustro (reż. Jerzy Zoń). Przedstawienie z udziałem zespołu wystawiane było jeszcze w Krakowie oraz Warszawie. W tym samym roku grupa wygrała festiwal Rockowisko oraz zrealizowała nagrania w łódzkim klubie „Dom Medyka”, a w grudniu zarejestrowała następne utwory w Teatrze STU. W 1985 roku zespół zakwalifikował się do finału Ogólnopolskiego Młodzieżowego Przeglądu Piosenki we Wrocławiu oraz wystąpił na Festiwalu w Opolu w kategorii „debiuty”. Po tych sukcesach zawiesił działalność – władze naciskały na zmianę nazwy oraz złagodzenie repertuaru, na co nie przystali członkowie grupy. Ostatecznie zespół rozpadł się. Lider grupy próbował kontynuować projekt, najpierw pod nazwą Cinema, następnie znów jako Enola Gay. Po latach, 29 kwietnia 2010 roku, pod tą nazwą grupa dała w Kielcach wspominkowy koncert. W 1989 roku z inicjatywy Michalonka powstał zespół Phantom Neo. W 2023 roku nakładem wytwórni No Pasaran Records ukazała się płyta Phantom/Enola Gay zawierająca utwory nagrane podczas obu sesji w Teatrze STU.

## Członkowie zespołu
Lista muzyków zespołu (do 1984):
- Bogusław „Idol” Michalonek – śpiew
- Ziemowit Kosmowski – gitara elektryczna (1979–1982)
- Witold Świątczak – gitara elektryczna (1982–1983, 1984)
- Jacek Sikora – gitara elektryczna (1983–1984)
- Jacek Zimnicki – gitara basowa (1979–1982)
- Eugeniusz Hojdała – gitara basowa (1982–1983)
- Jarosław Doruch – gitara basowa (1983–1984)
- Janusz Barski – gitara basowa (1984)
- Dariusz „Steve” Wdowiak – perkusja (1979–1982, 1983–1984)
- Zdzisław Szkudlarek – perkusja (1982–1983)
- Marek Włodarczyk – instrumenty klawiszowe (1983)
- Piotr Alwasiak – instrumenty klawiszowe (1984)